# Clubiona baishishan
Clubiona baishishan este o specie de păianjeni din genul Clubiona, familia Clubionidae, descrisă de Zhang, Zhu și Song în anul 2003. Conform Catalogue of Life specia Clubiona baishishan nu are subspecii cunoscute.